# Tombés du ciel (film, 1994)
Ne doit pas être confondu avec Tombé du ciel (film).
Pour les articles homonymes, voir Tombé du ciel.
Pour plus de détails, voir Fiche technique et Distribution.

Tombés du ciel est un film français réalisé par Philippe Lioret. Le film a été tourné en 1993 et est sorti en salle en France le 23 février 1994.

## Synopsis
Arturo Conti, Franco-Canadien, marié à une Espagnole et résidant en Italie, se fait voler tous ses papiers avant l'embarquement de son vol Montréal-Paris. Désireux de retrouver sa femme, il ne déclare pas le vol au Canada et se retrouve dans l'impossibilité de justifier son identité à son arrivée à Paris pour franchir les frontières. 
Contraint de devoir attendre l'ouverture de l'administration pour justifier de son identité, il se retrouve en zone de transit, où il croise une série de personnages qui ne peuvent ou ne veulent entrer sur le territoire.

## Fiche technique
- Titre : Tombés du ciel
- Réalisation : Philippe Lioret
- Scénario : Philippe Lioret et Michel Ganz
- Production : Frédéric Brillion, Gilles Legrand et Enrique Posner
- Musique : Jeff Cohen
- Photographie : Thierry Arbogast
- Montage : Laurent Quaglio
- Décors : Aline Bonetto
- Costumes : Martine Rapin
- Pays d'origine :  France
- Format : couleurs
- Genre : comédie dramatique
- Durée : 91 minutes
- Date de sortie : 23 février 1994

## Distribution
- Jean Rochefort : Arturo Conti
- Marisa Paredes : Suzana, la femme d'Arturo
- Ticky Holgado : Serge
- Laura del Sol : Angela
- Sotigui Kouyaté : Knak
- Ismaïla Meite : Zola
- Jean-Louis Richard : Monsieur Armanet
- José Artur : le marchand de journaux
- Olivier Saladin : le restaurateur
- Philippe Duquesne : le premier CRS
- François Morel : le deuxième CRS
- Emmanuel Legrand : le troisième CRS
- Jacques Mathou : policier contrôle 1
- Christian Sinniger : policier contrôle 2
- Samy Naceri : un passager irrégulier libanais à la douane

## Distinctions
- Festival de Saint-Sébastien 1993 : Coquille d'argent du meilleur réalisateur et Prix du jury pour le meilleur scénario

## Autour du film
- Le film est basé sur une histoire vraie, celle de Merhan Karimi Nasseri, réfugié iranien sans papiers et déchu de sa nationalité, séjournant à l'aéroport Roissy-Charles-de-Gaulle de 1988 à 2006. Après quelques années dans un foyer Emmaüs, il revient à Roissy où il est retrouvé mort le samedi 12 novembre 2022 avec quelques milliers d'euros sur lui.
- Steven Spielberg s'est inspiré de la même histoire pour son film Le Terminal.
- Dans ce film, Serge rédige sa prétendue biographie intitulée "30 ans de merdier". Ce sera le titre de la (vraie) biographie de Ticky Holgado.